# Windward Passage

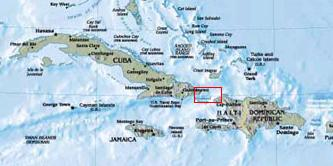
Locatie van de Windward Passage.

De Windward Passage (ligging: 20°00'N 74°00'W, Spaans: Paso de los Vientos, Frans: Canal au Vent) is een zeestraat tussen het eiland Cuba en het eiland Hispaniola (Haïti). De zeestraat verbindt de Atlantische Oceaan met de Caribische Zee. De straat is ongeveer 80 kilometer breed.